# Sheberghan
Sheberghan (Pachto, em persa: شبرغان), é uma cidade do Afeganistão, capital da província de Jowzjan.